# Michael Hammerschmid
Michael Hammerschmid (* 23. Oktober 1972 in Salzburg) ist ein österreichischer Schriftsteller. 

## Leben und Werk
Michael Hammerschmid studierte deutsche Philologie und Theaterwissenschaft in Wien. 
Er ist als Autor, Dozent und Übersetzer tätig. Er unterrichtet am Institut für Sprachkunst der Universität für Angewandte Kunst sowie an der Universität Wien im Bereich Germanistik, Schreiben, Poetik und Lyrik.
Seit 2001 hat Hammerschmid, der die internationalen Lyrikfestivals Dichterloh und Poliversale in der Alten Schmiede in Wien kuratierte, Hörspiele, Gedichte, Liedtexte und Prosa sowie essayistische und wissenschaftliche Texte verfasst. Zudem hat er Gedichte von Ghérasim Luca aus dem Französischen ins Deutsche übertragen.
Michael Hammerschmid lebt in Wien.

## Einzeltitel
- Skeptische Poetik in der Aufklärung. Formen des Widerstreits bei Johann Karl Wezel. Königshausen & Neumann, Würzburg 2002.
- »von einen sprachen«. Poetologische Untersuchungen zum Werk Ernst Jandls. Mit Helmut Neundlinger. Studienverlag, Innsbruck-Wien-Bozen 2008.
- die drachen die lachen. Mit Zeichnungen von Mia Schwarcz. Edition Krill, Wien 2013.
- Nester. Gedichte. Klever Verlag, Wien 2014.
- Schlaraffenbauch. Gedichte für Kinder. Mit Zeichnungen von Rotraut Susanne Berner. Edition Büchergilde, Frankfurt am Main 2018.
- wer als erster. Mit Illustrationen von Maria José de Telleria. Jungbrunnen 2022. ISBN 978-3-7026-5962-2.[1]

## Anthologien und Literaturzeitschriften (Auswahl)
- Thomas Eder (Hrsg.): Die Rampe. Porträtausgabe Anselm Glück. Trauner Verlag, Linz 2015.
- Theo Breuer und Traian Pop (Hrsg.): Matrix 28. Atmendes Alphabet für Friederike Mayröcker. Pop Verlag, Ludwigsburg 2012.

## Herausgabe
- »Räuberische Poetik«. Spuren zu Robert Walser. Klever Verlag, Wien 2009.

## Auszeichnungen
- 2009: Reinhard-Priessnitz-Preis.[2]
- 2015: Heimrad-Bäcker-Preis
- 2018: Josef-Guggenmos-Preis
- 2023: Österreichischer Kinder- und Jugendbuchpreis für wer als erster mit María José de Tellería[3]
- 2024: Österreichischer Kinder- und Jugendbuchpreis für stopptanzstill! Wiener Tier Figuren Gedichte[4]
- 2024: Kinder- und Jugendbuchpreis der Stadt Wien für was keiner kapiert[5]